# Krasné (Busk)
Krasné (ucraniano: Красне́) es un asentamiento de tipo urbano de Ucrania perteneciente al raión de Zólochiv en la óblast de Leópolis.
En 2017, la localidad tenía 6451 habitantes. Desde 2020 es sede de un municipio con una población total de casi diecisiete mil habitantes, que incluye como pedanías 17 pueblos: Andríyivka, Baluchyn, Bezbrody, Bohdanivka, Bórtkiv, Zadvirya, Kútkir, Malá Vilshanka, Óstriv, Óstrivchyk-Pylni, Pétrychi, Polonychi, Poltva, Rusýliv, Sknýliv, Storonybaby y Utíshkiv.
Se conoce la existencia de la localidad desde 1476. Fue una pequeña localidad rural hasta que en los años 1870 se desarrolló como poblado ferroviario. Por su posición ferroviaria estratégica, en 1915 se produjeron aquí combates durante ocho semanas en la Primera Guerra Mundial, y de nuevo cinco años más tarde en la Guerra polaco-soviética. La Unión Soviética le otorgó estatus urbano en 1953. Antes de la reforma territorial de 2020, pertenecía al raión de Busk.
Se ubica a orillas del río Bug Occidental en la periferia meridional de Busk, junto al cruce de líneas de ferrocarril que unen Leópolis, Rivne y Ternópil.